# Wadada Leo Smith

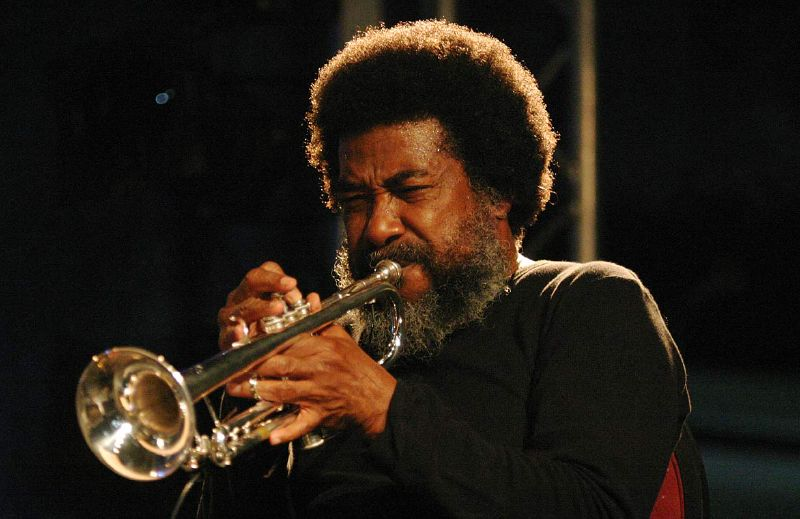
Wadada Leo Smith

Ishmael Wadada Leo Smith (* 18. Dezember 1941 in Leland, Mississippi) ist ein US-amerikanischer Trompeter, Komponist und Musikwissenschaftler, der hauptsächlich in den Bereichen des Creative Jazz und der Neuen Improvisationsmusik tätig ist. Nach Steve Lake verfügt er über eine der individuellsten Trompetenstimmen der amerikanischen Jazz-Avantgarde. Neben Lester Bowie – mit allerdings wärmerem, runderem Sound als dieser – „gilt er als wichtigster Trompeter der Chicago-Avantgarde und gewissermaßen als deren Poet.“ Nach Ansicht von Bert Noglik strebt er, eng verbunden mit Jazz-Avantgardisten wie Anthony Braxton und Leroy Jenkins, „nach musikalischer Erneuerung aus dem Geist der afroamerikanischen Tradition. Dabei arbeitet er kontinuierlich an der Verknüpfung musiktheoretischer Forschungen mit einer facettenreichen Spielpraxis.“

## Leben und Wirken
Smith erhielt zunächst Musikunterricht durch seinen Stiefvater, den Bluessänger und -gitarristen Alex „Little Bill“ Wallace. Er erlernte sein Hauptinstrument während der Highschool und vertiefte seine formelle Musikausbildung während seines Wehrdienstes 1963. Er spielte zunächst Schlagzeug, Mellophon und Waldhorn, bevor er sich auf die Trompete konzentrierte. Er spielte in Rhythm-&-Blues-Bands und zog 1967 nach Chicago, wo er bereits im selben Jahr Mitglied der Chicagoer AACM wurde. Gemeinsam mit Leroy Jenkins und Anthony Braxton gründete er das Trio Creative Construction Company. 1971 entstand sein Plattenlabel Kabell. In den frühen siebziger Jahren gründete er die Band New Dalta Ahkri, in der Henry Threadgill, Anthony Davis und Oliver Lake spielten (Wildflowers, 1976).
Während der 1970er studierte er Musikethnologie an der Wesleyan University. Bereits in dieser Zeit entwarf er Konzepte für Soloauftritte und gesteuerte Kollektiv-Improvisationen und erweiterte, trotz deutlichen Wurzeln in der Tradition, das Vokabular des Instruments um abstrakte Klangfarben. Er spielte wieder mit Anthony Braxton, nahm aber auch mit Derek Baileys Company und Gunter Hampel auf. 1979 bis 1982 spielte er im Trio mit Peter Kowald und Günter Baby Sommer, das zu einer sehr offenen Spielform fand. 1983 entstand im Duo mit Ed Blackwell das Album The Blue Mountain’s Sun Drummer. Mitte der 1980er wurde Smith Rastafari und nutzte erstmals den Namen Wadada. Um 1990 spielte er regelmäßig in New York City mit Jeanne Lee. Zusätzlich zu Trompete und Flügelhorn, die er auch elektronisch verfremdet, nutzt Smith Instrumente aus anderen musikalischen Kulturen wie Kalimba, Atenteben (ghanaische Bambusflöte) oder Koto; er hat auch Lehrveranstaltungen über Instrumentenbau durchgeführt. Seine Kompositionen sind häufig in einem eigenen System (Ankhrasmation) grafisch notiert.
John Zorn produzierte das Golden Quartet, eine Supergroup, in der Smith mit Anthony Davis, Malachi Favors und Jack DeJohnette zusammenarbeitete. Mit Sabu Toyozumi entstand 1994 das Duoalbum Burning Meditation; 1998 veröffentlichte Smith mit dem Gitarristen Henry Kaiser das Album Yo, Miles! als Tribut an den Rockjazz von Miles Davis. Dort spielen Smith, Kaiser und zahlreiche weitere Musiker Coverversionen, aber auch eigene Kompositionen, die von dieser Musik inspiriert sind. In Live-Auftritten wurde dieser Tribut auch mit Musikern des Rova Saxophone Quartet aufgeführt. Seit November 2005 spielt er wieder mit Baby Sommer (zumeist im Duo) zusammen. Im Herbst 2011 wurde in Los Angeles sein großes Werk Ten Freedom Summers uraufgeführt, das über drei Abende geht und neben dem Golden Quartet auch kammermusikalische Elemente enthält. 2012 erschien das gleichnamige Album auf Cuneiform. 2021 folgte das Trioalbum Sun Beans of Shimmering Light (mit Douglas Ewart und Mike Reed), 2021 mit Jack DeJohnette und Vijay Iyer A Love Sonnet for Billie Holiday. Zu hören ist er u. a. auch auf Satoko Fujiis Album Hyaku: One Hundred Dreams (2022) und Sylvie Courvoisiers Chimaera (2023).
Unter Smiths Einspielungen sind auch die Soloalben Kulture Jazz (1992) und Red Sulphur Sky (2002), ferner Tao-Njia und Golden Heart Remembrance mit seiner ständigen, seit 1970 in Varianten bestehenden Gruppe N'da Kulture hervorzuheben. 2016 legte er America’s National Parks vor; 2021 folgte Pacifica Koral Reef, 2022 mit The Emerald Duets eine CD-Box mit Duos mit den Schlagzeugern Andrew Cyrille, Pheeroan akLaff, Han Bennink und Jack DeJohnette. 2024 legte er mit Amina Claudine Myers das Album Central Park’s Mosaics of Reservoir, Lake, Paths and Gardens vor, außerdem mit Joe Morris das Doalbum Earth’s Frequencies (Fundacja Słuchaj), mit Vijay Iyer 2025 das Duoalbum Defiant Life (ECM).
Smiths Lehrtätigkeiten begannen 1975/76 an der University of New Haven und führten über Lehraufträge am Creative Music Studio in Woodstock (New York) (1975 bis 1978) und am Bard College (1987 bis 1993) 1993 zum Ruf auf den Dizzy-Gillespie-Lehrstuhl am California Institute of the Arts, den er noch innehat.

## Preise und Auszeichnungen
Smith gewann 1981 als Trompeter den Kritiker-Poll des Down Beat. 2013 war er mit Ten Freedom Summers Finalist des Pulitzer-Preises. 2023 wurde er zum Mitglied der American Academy of Arts and Letters gewählt.